# Călinești, Fălești
Călinești este un sat din raionul Fălești, Republica Moldova, reședința comunei cu același nume. Are o suprafață de circa 2,45 km², cu un perimetru de 12,94 km. Este situat la o distanță directă de 25 km până la Fălești și 162 km până la Chișinău.

## Istorie
Primii oameni s-au stabilit pe aceste locuri cu mai bine cu 2000 de ani î.H. Ei au întemeiat un sat și au început a valorifica meleagurile din jur. Majoritatea uneltelor erau făcute din cremene și oase de animale, au fost descoperite și unelte de aramă. Își ridicau case din lemn cu unu și două etaje, pereții fiind unși cu lut. Erau meșteri în olărit, făceau oale și farfurii din lut de diferite forme și dimensiuni. Satul a ars. Pe locurile caselor s-au păstrat până în zilele noastre grămezi de lut ars. Se găsesc diferite obiecte specifice pentru epoca eneoliticului.
După cucerirea Daciei de către Imperiul Roman, aici s-au format două sate ai căror locuitori se ocupau cu lucrarea solului, creșterea vitelor și cu diferite meșteșuguri. Ei aveau relații comerciale cu orașele imperiului Roman, folosind în acest scop moneda romană. Printre locuitori erau și oameni foarte bogați, unul din ei a colectat 346 de monede romane de argint emise pe vremea domniei împăratului Antonius Pius (138-161 d. Hr). Banii au fost îngropați lângă o movilă la marginea satului, se vede în preajma unei năvăliri ale dușmanilor. Satele au existat până la invazia hunilor din anul 376 e.n, care le-au prădat și le-au ars.
Prima mențiune certă a satului Călinești are loc la 12 martie 1601, într-un act domnească de unde aflăm că domnitorul Ieremia Movilă le întărește nepoților săi Drăghici și Româșcel mai multe sate, printre care și Călinești:
„Io, Eremia Movilă voievod, din mila lui Dumnezeu, domn al Țării Moldovei. Iată domnia mea am dat și am înnoit slugilor noastre, Dumitrașcu și fraților lui, Ionașcu și Gligorie și surorii lor..., fiii Măriuței și verilor lor Arsenie Nebojatco diac și fratelui său Ionașcu si surorilor lor, Marica și Todosia și Titiana Agafia, copiii Dumitrei și asemenea verilor lor, Miron și surorilor lui, Sofronia Grozava, copiii lui Avram Romășcel, toți nepoții lui Draghici Romășcel, dreptele lor ocine și dedine și cumpărături ale bunicilor lor, din privilegiile arătate, pe care le-au avut dela domnii dinaintea noastră și din ispisoacele lor drepte, satul anume Călineștii pe Prut și ...

....

Scris la Iași, în anul 7109 <1601> Martie 12. 

Domnul a poruncit.”
De aici în colo timp de un secol, aflăm că această localitate a fost stăpânită pe rând de Gramă, Catrina Canta și Iancu Pruncu etc.
Pe tot parcursul istoriei satului bisericile și mănăstirile au fost prezente și au avut un rol important la dezvoltarea regiunii. În 1774 se înființează Mănăstirea „Adormirea Maicii Domnului” (sau după o denumire mai veche „Mănăstirea Tureatca”) ctitorită de cneazul Piotr Rumeanțev. Istoria zbuciumată a mănăstirii a făcut ca să fie reconstruită de 6 ori până la etapa actuală. Din unele surse aflăm că mănăstirea a fost reconstruită pentru a patra oară în anul 1922 după care a fost destrămată, din nou fiind reconstruită în anul 1947 de către un locuitor al satului Călinești pe nume moș Sîrghi Magdîl. În anii 1960 autoritățile sovietice au închis lăcașul de cult.. În 1861 se deschide școala bisericească parohială și peste 1 an se deschide și o școală populară cu o clasă ministerială, învățător era Natalia Agapiev, apoi și Vasile Popescu. În 1880 școala era întreținută de săteni și parțial de sat deși populația satului trecea cu puțin peste 1000.
În 1904 în Călinești locuiesc 1639 de suflete care stăpâneau 2128 desetine de pământ în timp ce proprietarul Chesco avea în posesie mai bine de 4845 de desetine. Satul avea 2 mori de vânt și una cu aburi, satul mai dispunea de poștă cu 5 cai, adică stație poștală. Școala de o clasă cu 65 de elevi era deja neîncăpătoare și nu mai corespundea cerințelor.
Nenorocirile dau peste călineșteni ca și peste toata populația Basarabiei, recolta fiind păgubită de grindină și de viiturile de pe Prut. Viața e mai grea și numărul populație scade, în 1910 deși în sat erau 262 gospodării în ele viețuiau numai 1481 de persoane care lucrau 1815 desetine.
După ocuparea Basarabiei de către sovietici în 1940, la recensământ era o populație de 2694 de oameni (2564 de români înscriși moldoveni ca etnie aparte, 98 de ucraineni ș.a.) în preajma celui de-al II-lea razboi mondial satul avea 2821 de locuitori și sute dintre ei fiind mânați pe front, găsindu-și moartea pe meleaguri străine. În centrul satului s-a ridicat în memoria celor căzuți un monument și se organizează în fiecare an slujbe de pomenire și activități de comemorare.
După război se pune la cale o nouă orânduire socială sovietică, mai întâi aduce marea foamete din 1946-1947, apoi deportările, 27 de familii din Călinești sunt strămutate în Siberia. Cu părere de rău organele sovietice nu s-au grăbit să înregistreze documentar aceste persoane.
Colectivizarea din anii 1949 si 1950 a fost o altă năpastă asupra populației, satul avea 2382 de locuitori (dintre care 2217 români, 89 ucraineni, 21 ruși ș.a.) apoi recensământurile din 1979 și 1989 înregistrează aici 3207 locuitori.
Despre istorie și specificul localității vorbesc denumirile locale - Hârtopul Ganului, Fântâna de Curte, Fântâna Doamnei, Iazul la tureatca, pădurea de Salcâmi etc.
În noiembrie 2000 Călinești avea 3180 de locuitori.

### Amalgamarea unor primării
La 28 iunie 2025 a intrat în vigoare „Legea nr. 145 din 19 iunie 2025 pentru modificarea anexei nr. 3 la Legea nr. 764/2001 privind organizarea administrativ-teritorială a Republicii Moldova”, în contextul amalgamării unor primării. Înainte de legea respectivă, Călinești era clasificat drept sat (comună).

## Geografie
La este de sat este amplasată pădurea Călineștii Mici, un sector reprezentativ cu vegetație silvică.

## Demografie

### Structura etnică
Structura etnică a comunei Călinești conform recensământului populației din 2004 :
| Naționalitate    | Populație | % Procentaj |
| ---------------- | --------- | ----------- |
| Români/moldoveni | 2.775     | 98,37%      |
| Ucraineni        | 22        | 0,78%       |
| Ruși             | 14        | 0,5%        |
| Găgăuzi          | 3         | 0,11%       |
| Bulgari          | 1         | 0,04%       |
| Evrei            | 0         | 0%          |
| Polonezi         | 1         | 0,04%       |
| Romi-Țigani      | 1         | 0,04%       |
| Altele           | 4         | 0,14%       |
| Total            | 2.821     | 100%        |

## Personalități
- Gheorghe Vrabie - artist, autorul stemei Republicii Moldova, al stemei și al drapelului municipiului Chișinău, și al leului moldovenesc.[9]
- Larisa Turea - jurnalistă, critic de artă, membră a Uniunii Scriitorilor din Moldova, președinta secției moldovenești a Asociației Internaționale a Criticilor de Teatru[10]
- Anatol Magdâl - Maestru coregraf al Ansamblului Național Academic de Dansuri Populare „Joc” și „Mărțișor”, Maestru în Artă, profesor de coregrafie, cercetător de folclor și creații coregrafice[11]
- Iurie Negoiță - actor de teatru și cinema, absolvent al Institutului Rus de Artă Teatrală din Moscova, a activat la Teatrul Național „Mihai Eminescu" din Chișinău.
- Igor Cuciuc - interpret de muzică populară și de petrecere